# Uwe Meierhenrich
Uwe Meierhenrich (* 23. Oktober 1967 in Detmold) ist ein deutscher Physikochemiker. Er lehrt seit 2005 als Professor für Analytische Chemie und Physikalische Chemie an der Universität Nizza Sophia-Antipolis in Frankreich.

## Leben
Meierhenrich stammt aus einer Lehrerfamilie. Nach seinem Abitur am Gymnasium Werreanger in Lage studierte Meierhenrich von 1988 bis 1993 an der Philipps-Universität Marburg Chemie. Er wechselte an die Universität Bremen, wo er 1997 im Fach Physikalische Chemie promoviert wurde. Meierhenrich war Post-doc am Max-Planck-Institut für Sonnensystemforschung in Katlenburg-Lindau und am französischen Synchrotron Zentrum LURE, bevor er sich 2003 mit der Schrift The Origin of Biomolecular Asymmetry an der Universität Bremen habilitierte. Seit 2005 ist er Professor an der Universität Nizza Sophia-Antipolis in Frankreich. In Anerkennung seiner Arbeiten zur Chiralität erhielt er 2011 den Horst-Pracejus-Preis der GDCh.

## Wirken
Meierhenrichs Name ist mit dem Nachweis von Aminosäuren im Weltraum verknüpft. In Vorbereitung auf die Rosetta-Mission der ESA wurde das sog. interstellare Eis unter Weltraumbedingungen im Laboratorium simuliert, worin 16 verschiedene Aminosäuren identifiziert wurden. Weiterführende Experimente am französischen Synchrotron SOLEIL legten nahe, dass auch die Homochiralität proteinogener Aminosäuren ihren Ursprung unter interstellaren Bedingungen fand.

## Veröffentlichungen
- Munoz Caro, Meierhenrich et al.: Amino acids from ultraviolet irradiation of interstellar ice analogues, Nature 416, S. 403–406, 2002. doi:10.1038/416403a
- Meierhenrich et al.: Identification of diamino acids in the Murchison meteorite, PNAS, 101, S. 9182–9186, 2004. doi:10.1073/pnas.0403043101
- Meierhenrich et al.: Asymmetric vacuum UV photolysis of the amino acid leucine in the solid state, Angew. Chem. Int. Ed. 44, S. 5630–5634, 2005. doi:10.1002/anie.200501311
- Meierhenrich: Amino acids and the asymmetry of life, Springer-Verlag, 2008. ISBN 978-3-540-76885-2
- Meierhenrich: Comets and their origin, Wiley-VCH, 2014. ISBN 978-3-527-41281-5